# كوت الجهل
كوت الجهل، يعتبر من الأبراج الموجود في بلدة السلمية التي تبعد عن شمال الخرج قرابة سبعة كيلومترات.

## بناء البرج
تتواجد أربعة أبراج في زوايا تتخذ الشكل المربع، ويربط بينهما سور، ولكنها سقطت مع مرور الزمن، ويبلغ ارتفاع البرج ثمانية أمتار ويتكون من الأقسام الآتية:
- قسم سفلي مصمت مخروطي الشكل يرتفع إلى 4,5 أمتار
- حائط دائري مخروطي الشكل يرتفع 3 متر، وبه غرفة ترتفع إلى 2,20 متر، وهناك باب للغرفة ارتفاعه 170سم، وعرضه 70سم، ويوجد بالغرفة مزاغيل لمرمى السلاح
- سقف الغرفة الذي يتألف من خشب الأثل وسعف النخيل
- دورة علوية يبلغ ارتفاعها 50سم ومزينة بالشرفات
- السطح العلوي الذي فائدته تصريف مياه الأمطار عبر الميزاب ، ويوجد في أعلى البرج باب صغير ويُصعد إليه بواسطة السلالم، ويعتبر هذا البرج جزءً هاماً حيثُ أنه يكمل سور السلمية.[2] ويوجد على بعد كيلو متر من الجهة الشرقية أطلال قصر طيني، وقد تم ترميم البرج في سبيل المحافظة عليه من قبل إدارة الآثار والمتاحف التابعة آنذاك لوزارة المعارف.[3]

## انظر ايضاً
- السلمية
- قصر الملك عبد العزيز (الخرج)

## وصلات خارجية
- المواقع الأثرية في الخرج..تاريخ يعود إلى العام 500 ق. م.